# Bitka kod Magnezije
Bitka kod Magnezije je vođena tijekom Seleukidskog rata bilo prosinca 190. ili siječnja 189. pr. Kr. između snaga Rimske Republike predvođene konzulom Lucijem Kornelijem Scipionom Azijskim i njegovim pergamskim savjeznicima pod Eumenom II. s jedne strane i seleukidskih snaga Antioha III. Velikog. Dvije vojske su se prvo utaborile sjeveroistočno od Magnezije (Magnesia ad Sipylum) u Maloj Aziji (danas Manisa u Turskoj). Danima su nastojali isprovocirati jedne druge u bitku po povoljnim uslovima
Kada je bitka konačno počelam Eumen je razbio seleukidsko lijevo. Dok je Antiohova konjica nadjačala svoje prutovnike na desnom krilu bojnog polja, njegov centar je poražen prije nego što mu je mogao priteći u pomoć. Moderni povjesničari procjenjuju da su na seleukidskoj strani gubitci iznosili 10.000, a na rimskoj 5.000. Bitka se završila odlučnom rimsko-pergamskom pobjedom, što je dovelo do mira u Apameji, kojim je okončana prevlast Seleukida u Maloj Aziji.